# Giro della Provincia di Siracusa 1998
Il Giro della Provincia di Siracusa 1998, prima edizione della corsa, si svolse il 1º marzo 1998, per un percorso totale di 184 km. Venne vinto dall'italiano Nicola Minali che terminò la gara in 4h40'10".

## Percorso
Partenza e arrivo a Siracusa, dopo aver attraversato la parte meridionale della Provincia, cioè Cassibile, Avola, Pachino, Rosolini, Noto (altezza massima: 437 m s.l.m. in località Villa Vela), Canicattini Bagni, Floridia e Belvedere di Siracusa, ed aver percorso, per due volte, un circuito cittadino nei pressi della zona archeologica del quartiere Neapolis.

## Ordine d'arrivo (Top 10)
| Pos. | Corridore         | Squadra              | Tempo    |
| ---- | ----------------- | -------------------- | -------- |
| 1    | Nicola Minali     | Riso Scotti          | 4h40'10" |
| 2    | Silvio Martinello | Polti                | s.t.     |
| 3    | Ján Svorada       | Mapei-Bricobi        | s.t.     |
| 4    | Mariano Piccoli   | Brescialat           | s.t.     |
| 5    | Mario Manzoni     | Mobilvetta-Northwave | s.t.     |
| 6    | Alain Turicchia   | Asics-CGA            | s.t.     |
| 7    | Simone Zucchi     | Amore & Vita         | s.t.     |
| 8    | Fulvio Frigo      | Kross                | s.t.     |
| 9    | Gino Paolini      | Amore & Vita         | s.t.     |
| 10   | Massimiliano Mori | Saeco                | s.t.     |